# Малчика
Малчика (болг. Малчика) — село в Болгарии. Находится в Плевенской области, входит в общину Левски. Население составляет 1 457 человек.

## Политическая ситуация
В местном кметстве Малчика, в состав которого входит Малчика, должность кмета (старосты) исполняет Мирослав Любенов Кунев (коалиция в составе 3 партий: Демократы за сильную Болгарию (ДСБ), ВМРО — Болгарское национальное движение, Земледельческий народный союз (ЗНС)) по результатам выборов правления кметства.
Кмет (мэр) общины Левски — Георги Евлогиев Караджов (коалиция в составе 3 партий: Демократы за сильную Болгарию (ДСБ), ВМРО — Болгарское национальное движение, Земледельческий народный союз (ЗНС)) по результатам выборов в правление общины.